# Kainan (Wakajama)
Kainan (japonsky:海南市 Kainan-ši) je japonské město v prefektuře Wakajama na ostrově Honšú. Žije zde přes 50 tisíc obyvatel. Ve městě se nachází šintoistický chrám Čóhódži.